# ألعاب فيديو هاري بوتر

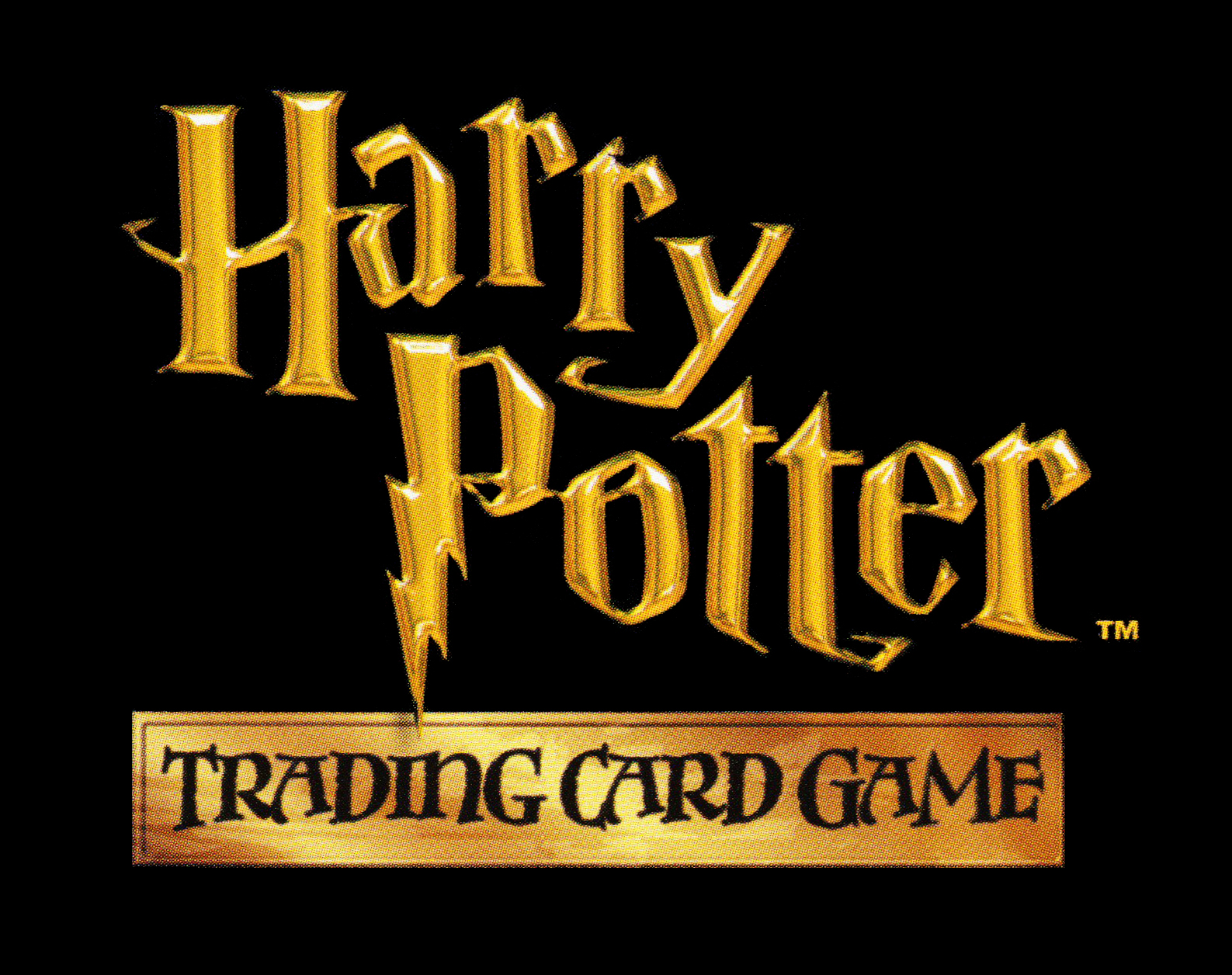

ألعاب فيديو هاري بوتر هي سلسلة من ألعاب الفيديو مبنية على عالم هاري بوتر الذي أنشأته أصلًا جاي كاي رولينج، إذ تحمل هذه السلسة المستوحاة من سلسلة أفلام وروايات هاري بوتر العناوين ذاتها أيضًا. تحتوي السلسلة الرئيسية على لعبة فيديو لكل رواية من السلسلة، إضافةً إلى لعبتين إضافيتين تحملان أحداث النهاية، والعديد من الإصدارات المميزة للألعاب المنفصلة.
بعد نجاح النسخة الأولية من هذه الألعاب، أنشأت شركة وارنر برذرز للألعاب العلامة التجارية الجديدة ألعاب بورتكي، ووسّعت السلسلة لتشمل عددًا من ألعاب الفيديو التابعة لليغو. حقَّقت سلسلة الألعاب أكثر من مليار دولار على مستوى المبيعات، وتلقت السلسلة الرئيسية آراء متباينة من النقاد، في حين حققت ألعاب ليغو نجاحًا نقديًا وتجاريًا.

## التطوير
مع وجود مجموعة متنوعة من المطورين القائمين على هذه الألعاب، طورت شركة إلكترونك أرتس جزءًا من الألعاب ابتداءًا من هاري بوتر وكأس النار حتى هاري بوتر ومقدسات الموت- الجزء الثاني.

### الاقتباس عن الأفلام
صُممت سلسلة ألعاب فيديو هاري بوتر عمومًا كي تصدر بالتزامن مع جدول إصدار سلسلة الأفلام. طُورت اللعبة الأولى من السلسلة، هاري بوتر وحجر الفيلسوف، بواسطة خمسة فرق مختلفة، ابتكر كل منها إصدارات مختلفة لوحدات تحكم مختلفة. طُورت الألعاب بواسطة ألعاب أرغوناوت، بلاي ستيشن، أسباير، أنظمة تشغيل ماكينتوش، فاونديشن ناين إنترتنمنت، غيم بوي كولر وغيم بوي أدفانس.
بعد ذلك بعامين، أصدرت ألعاب وارثوغ إصدارات لوحدات تحكم الجيل السادس نينتندو غيم كيوب، بلاي ستيشن الجيل الثاني وإكسبوكس. أصدرت هذه النسخة بعد هاري بوتر وحجرة الأسرار، واستخدمت العديد من التقنيات والأحداث التي كانت موجودة بالفعل. تضمنت اللعبة ألغازًا تستهدف من تتراوح أعمارهم بين ثمانية إلى أربعة عشر عامًا وتهدف الألعاب إلى إيصال الأجواء العامة للرواية التي تحمل الاسم نفسه.
في هاري بوتر وحجرة الأسرار عام 2002، استدعت الشركة مطورًا متخصصًا من يوروكوم على متن طائرة لإنشاء إصدارات وحدة التحكم من الجيل السادس نينتيدو غيم، بلي ستيشن الجيل الثاني وإكسبوكس، إضافةً إلى إصدار غيم بوي أدفانسد. تضمن هذا الإصدار تقنيات جديدة أضيفت خصيصًا لهاري بوتر وحجرة الأسرار مثل التجوال الحر على المكانس السحرية ضمن إصدار بلي ستيشن الجيل الثاني، الذي لم يكن ممكنًا ضمن الإصدارات السابقة.
أزال هذا الإصدار العديد من أجزاء الألغاز الموجودة في اللعبة الأولى واستبدلها بأجزاء الحركة والمعارك. مع ذلك، استخدمت نسخة الكمبيوتر الشخصي العديد من التقنيات الموجودة في هاري بوتر وحجر الفيلسوف، واحتفظت بأسلوب لعب أكثر توجهًا نحو الألغاز.
حول إصدار هاري بوتر وسجين أزكابان عام ٢٠٠٤ نوع اللعبة إلى لعبة فيديو تقمص الأدوار (RPG) أشبه بألعاب كرونو تريغر وبوكيمون. تميز الإصدار الثالث بألعاب منفصلة لإصدار الكمبيوتر الشخصي وإصدار وحدة التحكم، هذه المرة من صنع إي آيه برايت لايت (شركة EA التابعة في المملكة المتحدة). جعلت الإصدارات السابقة هاري وهيرمايني ورون شخصيات قابلة للعب والتحريك، وفي إصدار الكمبيوتر الشخصي، أصبح باكبيك وهيدويك قابلين للعب والتحريك أيضًا.
عام 2005، أصدرت لعبة عالم هاري بوتر للكمبيوتر الشخصي، وتحتوي على جميع الألعاب الثلاث الأولى، ولعبة كأس العالم للكويدتش. بعد هاري بوتر وسجين أزكابان، تولت شركة إي إيه مسؤولية إنشاء جميع إصدارات اللعبة. طورت إصدارات أجهزة الكمبيوتر الشخصية وأجهزة الماك منافذ لإصدار وحدة التحكم. عام 2005، أصدر هاري بوتر وكأس النار وقلص النمط من العناوين السابقة إلى نظام أكثر خطية يعتمد على المستوى والمراحل المتتالية، إذ تتبع الشخصية المختارة مشاهد معينة من الفيلم. وضمنت إمكانية تعدد اللاعبين في إصدار اللعبة إلى ثلاثة لاعبين لوحدة التحكم ذاتها. كانت هذه أيضًا أول لعبة في السلسلة تصدر على نينتندو دي إس.
في أثناء تطوير هاري بوتر وجماعة العنقاء عام ٢٠٠٧، كان لفريق التطوير من إي إيه برايت لايت تفاعل أكبر مع المؤلفة جاي كاي رولينغ. عندما حاولت رولينغ إنشاء ألعاب لعبة ورق لصالح السلسلة، وكشف عن القواعد التي أنشئت لاحقًا لتكون القواعد الرسمية للعبة. كان هذا الإصدار الأول في السلسلة الذي تضمن التقاط الحركات من ممثلين في سلسلة الأفلام، متضمنةً روبرت جرينت وإيفانا لينش.
أزال الإصدار المكون متعدد اللاعبين من اللعبتين السابقتين إذ كان فريد وجورج ويزلي قابلين للعب، لكن في مواقع معينة فقط. عادت اللعبة إلى أسلوب التجوال الحر مثل الألعاب السابقة. سنة 2009، أصدرت لعبة هاري بوتر والأمير الهجين بعد أن كان من المقرر أن تطرح عام 2008. تأجل الفيلم ستة أشهر ليصدر مع اللعبة التي تحمل الاسم ذاته. كما هو الحال مع اللعبة السابقة، أزال المطورون إمكانية تعدد اللاعبين، حيث كان رون وجيني ويزلي لا يزالان قابلين للعب، لكن فقط في مواقع معينة.
في آخر لعبتين في السلسلة الرئيسية، هاري بوتر ومقدسات الموت- الجزء الأول 2010 والجزء الثاني 2011، حيث تجري أحداثهما بعيدًا عن هوجورتس وتتميزان بمواقع جديدة مثل وزارة السحر، تستخدم هذه الألعاب ميكانيكيات قتالية خفية مشابهة لتلك الموجودة في ألعاب الرماية الحديثة. صرح جوناثان بوني، رئيس قسم الإنتاج في إي إيه برايت لايت، أن الإصدارين الأخيرين سيكونان أكثر سوداوية وأكثر توجهًا نحو الحركة.